# Mia Heikkinen
Mia Satu Susanna Heikkinen (* 20. Mai 1980 in Göteborg) ist eine finnische Opernsängerin (Sopran).

## Leben
Mia Heikkinen wurde in Götebörg in Schweden geboren. Sie verbrachte ihre Kindheit in Paimio in Finnland. In der Musikschule der Stadt begann sie 1995 mit ihrer Ausbildung in Gesang. Später lernte sie am Konservatorium in Turku. Von 2001 bis 2008 studierte sie an der Turku AMK und machte einen Bachelor-Abschluss als Musikpädagogin. Zwischen 2003 und 2009 studierte sie an der Sibelius-Akademie, wo sie u. a. von Aulikki Eerola und Eeva-Liisa Saarinen unterrichtet wurde, und erhielt einen Master-Abschluss als Musikerin im Fach Gesang.
In ihrer Freizeit spielt Heikkinen Fußball, u. a. bei Espoon Tikka und FC Germania Helsinki.

## Werk
Heikkinen besuchte Meisterkurse u. a. bei Ľuba Orgonášová und Udo Reinemann, gewann mehrere Preise und Auszeichnungen und debütierte während der Spielsaison 2008–2009 an der Finnischen Nationaloper. Dort war sie als eine der Brautjungfern in Webers Der Freischütz sowie als Papagena in Mozarts Die Zauberflöte zu hören.
Neben klassischen Opern hat sie in modernen Produktionen gesungen, z. B. in Tuomas Kantelinens Opern Paavo Suuri. Suuri juoksu. Suuri uni. (2000) über den Sportler Paavo Nurmi und Mannerheim (2017) über den Militär und Staatsmann Carl Gustaf Emil Mannerheim. Sie ist bei verschiedenen internationalen Opernaufführungen, Festivals und Konzerten aufgetreten, auch im deutschsprachigen Raum, z. B. in Köln und Rheinsberg in Deutschland und im Wallis in der Schweiz.

### Werksliste (Auswahl)
- Barbarina und Susanna in Mozarts Le nozze di Figaro
- Blonde in Mozarts Die Entführung aus dem Serail
- Brautjungfer in Webers Der Freischütz
- Cunegonde in Bernsteins Candide
- Giannetta in Donizettis L’elisir d’amore
- Gretel in Humperdincks Hänsel und Gretel
- Jano in Janáčeks Jenůfa
- Anne und Mrs Nordström in Sondheims A Little Night Music
- Olympia in Offenbachs Les Contes d’Hoffmann
- Papagena und Königin der Nacht in Mozarts Die Zauberflöte
- Pepi in J. Strauss’ Wiener Blut
- Serpetta in Mozarts La finta giardiniera
- Yniold in Debussys Pelléas et Mélisande
- Zerlina in Mozarts Don Giovanni

Quelle:

### Diskografie
- Turisas – Stand Up And Fight (CD, Album), Rock Brigade Records, 2011
- Arja Saijonmaa – Arjas Jul (CD, Album), AS Music, 2016

Quelle:

## Preise und Auszeichnungen (Auswahl)
- 2007 1. Platz Gesangswettbewerb in Kangasniemi (finnisch Kangasniemen laulukilpailu)[16]
- 2008 2. Platz Nationaler Gesangswettbewerb in Lappeenranta (finnisch Lappeenrannan valtakunnalliset laulukilpailut)[17]
- 2008 Preisträgerin des Internationalen Gesangswettbewerbs der Kammeroper Schloss Rheinsberg[18]